# Force de protection de Tripoli
La Force de protection de Tripoli est une alliance de milices tripolitaines formée en 2018.

## Histoire
La Force de protection de Tripoli est fondée le 18 décembre 2018 par l'alliance de quatre milices de la capitale libyenne,, :
- La Brigade de Tripoli, aussi appelée Brigade des Révolutionnaires de Tripoli
- La Brigade Nawasi, aussi appelée 8e Force Nawasi
- La Force d'intervention d'Abou Salim, aussi appelée le Centre de sécurité d'Abou Salim ou Ghneiwa
- La Brigade Bab Tajura

La Brigade Nawasi compte 1 800 hommes et le groupe Ghneiwa 800. 

La Force Rada, une autre des principales milices de Tripoli, ne rejoint pas la coalition mais en demeure proche.
Le 10 février 2019, la Force de protection de Tripoli  annonce intégrer une coalition plus large, la Force de protection de la région occidentale.